# 哈任
49°49′50″N 28°37′27″E / 49.83056°N 28.62417°E

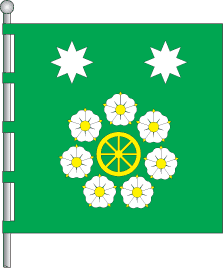
哈任旗幟

哈任（烏克蘭語：Хажин），是烏克蘭北部日托米爾州別爾季切夫區的村落，始建於1611年，面積2.25平方公里，海拔高度239米，2001年人口1,084，人口密度每平方公里481.78人。